# Newcomerstown
Newcomerstown és una població dels Estats Units a l'estat d'Ohio. Segons el cens del 2000 tenia 4.008 habitants.

## Demografia
Segons el cens del 2000, Newcomerstown tenia 4.008 habitants, 1.654 habitatges, i 1.063 famílies. La densitat de població era de 626,5 habitants per km².
Dels 1.654 habitatges en un 31,4% hi vivien nens de menys de 18 anys, en un 46,8% hi vivien parelles casades, en un 13,2% dones solteres, i en un 35,7% no eren unitats familiars. En el 31% dels habitatges hi vivien persones soles el 16% de les quals corresponia a persones de 65 anys o més que vivien soles. El nombre mitjà de persones vivint en cada habitatge era de 2,37 i el nombre mitjà de persones que vivien en cada família era de 2,96.
Per edats la població es repartia de la següent manera: un 26,1% tenia menys de 18 anys, un 7,8% entre 18 i 24, un 26,9% entre 25 i 44, un 21,2% de 45 a 60 i un 17,9% 65 anys o més.
L'edat mediana era de 38 anys. Per cada 100 dones de 18 o més anys hi havia 81,8 homes.
La renda mediana per habitatge era de 27.414 $ i la renda mediana per família de 34.464 $. Els homes tenien una renda mediana de 26.703 $ mentre que les dones 18.375 $. La renda per capita de la població era de 15.946 $. Aproximadament el 12% de les famílies i el 16% de la població estaven per davall del llindar de pobresa.

## Poblacions més properes
El següent diagrama mostra les poblacions més properes.